# Laufbildschutz
Der Laufbildschutz bezeichnet ein im deutschen Urheberrechtsgesetz in § 95 geregeltes verwandtes Schutzrecht auf Bildfolgen und Bild- und Tonfolgen, die nicht als Filmwerke geschützt sind.

## Begründung, Anforderungen und Abgrenzung
Anders als die allermeisten anderen verwandten Schutzrechte (Leistungsschutzrechte) ist der Laufbildschutz nicht im zweiten Teil des Urheberrechtsgesetzes (§§ 70 ff.) festgelegt, sondern als filmspezifische Norm im dritten Teil.
§ 95 – Laufbilder
Die §§ 88, § 89 Abs. 4, § 90, § 93 und § 94 sind auf Bildfolgen und Bild- und Tonfolgen, die nicht als Filmwerke geschützt sind, entsprechend anzuwenden.
Für den Schutz infrage kommen sämtliche Bild- und Bild-Ton-Folgen, die durch Aneinanderreihung von Einzelbildern den Eindruck eines bewegten Bildes erwecken, die aber zugleich keine Werkqualität erreichen, wie dies für den Schutz als Filmwerk nach § 2 Abs. 1 Nr. 6 UrhG erforderlich wäre. Die Rechtfertigung der Vorschrift wird in der amtlichen Begründung an zweierlei Erwägungen festgemacht: Zum einen hätten die Bestimmungen für Filmwerke im Urheberrechtsgesetz ihre Begründung gar „nicht speziell in der Werkeigenschaft eines Filmes, sondern in den durch die Vielzahl der Mitwirkenden und die hohen Herstellungskosten bedingten Besonderheiten des filmischen Schaffens“, weshalb plausibel sei, dass ein Film auch dann geschützt wird, wenn die Werkqualität nicht erreicht ist; zum anderen diene der Laufbildschutz der Rechtssicherheit, weil bei der Schaffung eines Films „nicht immer klar vorauszusehen [ist], ob der Film Werkqualität erreichen“ wird. Der Schutzgegenstand des Laufbildschutzes unterscheidet sich denn auch (wie in der amtlichen Begründung angedeutet) von dem des Filmurheberrechts: Zielt letzteres auf das schöpferische Wirken des Filmurhebers, der an dessen Früchten beteiligt und der urheberpersönlichkeitsrechtlich geschützt werden soll, schützt § 95 UrhG die wirtschaftliche und organisatorische Leistung des Filmherstellers. Die Bestimmung des § 95 UrhG begründet für Laufbilder mithin also einen Leistungsschutz des Filmherstellers und nicht einen Leistungsschutz der Filmurheber.
Der Anwendungsbereich des Laufbildschutzes ist dabei jedenfalls dadurch (nach oben) beschränkt, dass auch die Schutzanforderungen für Filmwerke bereits gering sind. Ein Film darf sich dazu nicht in der bloß schematischen Aneinanderreihung von Lichtbildern erschöpfen, sondern muss sich „durch die Auswahl, Anordnung und Sammlung des Stoffes sowie durch die Art der Zusammenstellung der einzelnen Bildfolgen als das Ergebnis individuellen geistigen Schaffens darstell[en]“; die so genannte Kleine Münze ist ebenfalls als Werk geschützt. Beispiele für Laufbilder können sein: bewegte Icons und Bildfolgen auf Benutzeroberflächen, Homepages oder Websites; Livestreams oder die Aufzeichnungen etwa einer Oper oder eines Theaterstücks, soweit diese nicht gar einem Werkschutz zugänglich sind; die Aufzeichnung von Sportveranstaltungen; Amateurfilme über Urlaubsreisen und Familienangelegenheiten; die Aufzeichnung eines tödlichen Fallschirmsprungs. Der Laufbildschutz kann auch dann zum Tragen kommen, wenn aus einem Filmwerk Ausschnitte entnommen werden, die für sich betrachtet keine Schöpfungshöhe erreichen, weil die schutzbegründende wirtschaftliche und organisatorische Leistung nach Ansicht des Bundesgerichtshofs „für den gesamten Film erbracht wird“, weshalb es auch „keinen Teil des Films [gibt], auf den nicht ein Teil dieses Aufwands entfiele und der daher nicht geschützt wäre“.
Auch die Verwertung von Einzelbildern aus Laufbildern („Screenshots“) greift unter diesem Gesichtspunkt in das Schutzrecht des § 95 UrhG ein. Einzelbilder aus Laufbildern sind darüber hinaus jedenfalls als Lichtbilder (§ 72 UrhG), bei Erreichen entsprechender Gestaltungshöhe mithin als Lichtbildwerke (§ 2 UrhG) geschützt. Lichtbildner bzw. Schöpfer des Lichtbildwerks ist der Kameramann. Der Lichtbildschutz erstreckt sich sodann nicht nur auf die Verwertung der Einzelbilder in Form von Fotos, sondern auch auf die Verwertung der Einzelbilder in Form des Films bzw. der Bildfolge, sodass jede Nutzung der Bildfolge nicht nur den Schutz als Filmwerk bzw. den Laufbildschutz tangiert, sondern zugleich auch eine Nutzungshandlung in Bezug auf die Einzelbilder mit sich bringt.

## Rechtsfolgen
Die anwendbaren Bestimmungen sind unmittelbar in § 95 UrhG festgelegt (siehe oben für den Wortlaut der Vorschrift). Die „entsprechend[e]“ Anwendung von § 88 UrhG ermöglicht auch bei Laufbildern die Vermutung der Einräumung von Nutzungsrechten, wenn der Film (hier also das Laufbild) auf einem entsprechenden, bestehenden Werk basiert. § 89 Abs. 4 UrhG gewährleistet, dass auch der Hersteller eines Laufbildes die erforderlichen Rechte an den bei der Anfertigung des Films entstehenden Lichtbildern erhält, wobei zu beachten ist, dass für Filme, die auf Basis von Verträgen von vor dem 30. Juni 2002 verwertet werden, der inzwischen aufgehobene § 91 UrhG fort gilt. Der Verweis auf § 93 UrhG, wonach unter anderem (Abs. 1) die „Urheber des Filmwerkes und der zu seiner Herstellung benutzten Werke […] nach den §§ 14 und § 75 hinsichtlich der Herstellung und Verwertung des Filmwerkes nur gröbliche Entstellungen oder andere gröbliche Beeinträchtigungen ihrer Werke oder Leistungen verbieten [können]“ wird in der Literatur ganz überwiegend kritisiert, weil es für Laufbilder einerseits keinen Filmurheber gebe und die Einschränkung der (urheber)persönlichkeitsrechten Befugnisse der Urheber bzw. Leistungsschutzinhaber an den benutzten Werke etwa bei bloßen Aufzeichnungen – wie sie für sich schon Laufbildschutz auslösen – nicht gerechtfertigt sei; nach herrschender Meinung kann dieser mögliche Wertungswiderspruch jedoch vermittels Interessenabwägung aufgelöst werden. Die entsprechende Anwendung von § 94 UrhG gewährt dem Laufbildhersteller schließlich Zugang zum Leistungsschutz des Filmherstellers wie dieser auch bei der Produktion eines Filmwerks ausgelöst werden kann. Entsprechend seinem Schutzzweck der Würdigung der wirtschaftlichen und organisatorischen Leistung beschränkt sich das Recht aus § 94 UrhG inhaltlich auf die unmittelbare Übernahme (etwa durch Kopie) des Laufbildes; eine „Nachschaffung“ ist etwa erlaubt. Der Leistungsschutz, der dem Hersteller von Laufbildern über § 94 UrhG gewährt wird, erlischt gem. § 94 III UrhG 50 Jahren Erscheinen des Laufbildes. Zudem besteht grds. kein Schutz für Laufbilder, die vor dem 1. Januar 1966 hergestellt wurden, da die Schutznorm zu diesem Zeitpunkt noch nicht existierte.
Nicht im Gesetzeswortlaut aufgeführt und für Laufbilder insofern auch nicht anwendbar ist die Einschränkung der Rechte der ausübenden Künstler (§ 92 UrhG). Dies gründet auf der Überlegung, dass bei einer nicht schöpferischen Aufzeichnung die Darbietung der Künstler im Verhältnis zum Beitrag des Filmherstellers derart im Vordergrund steht, dass – in den Worten der amtlichen Begründung – die Aufzeichnung lediglich dazu dient, „den Kreis der unmittelbaren Teilnehmer an der Darbietung des ausübenden Künstlers durch technische Mittel zu erweitern“, sodass die Verwertung des Laufbildes „den Künstler in seinem Schaffen unmittelbar beeinträchtigen [kann], da sie seine persönliche Darbietung ersetzt und entbehrlich macht“.